# Timon Weiner
Timon Weiner (Essen, 18 januari 1999) is een Duits voetballer die als doelman speelt. In mei 2023 debuteerde hij bij Holstein Kiel in het betaalde voetbal in de 2. Bundesliga. Hij staat nog steeds onder contract bij de Noord-Duitse club en is momenteel tweede doelman. 

## Clubloopbaan

### Jeugd
Weiner begon zijn voetbalcarrière als veldspeler bij TuS Holsterhausen en Rot-Weiss Essen. Bij laatstgenoemde club kwam hij voor het eerst in aanraking met het keepersvak, toen hij vanwege zijn lengte als doelman werd opgesteld. Vervolgens speelde hij als veldspeler bij MSV Duisburg, waar hij definitief werd omgeschoold tot doelman. Als keeper maakte hij daarna de overstap naar Schalke 04.

#### Schalke 04
In 2013 begon Weiner in de jeugdacademie van Schalke 04. Na twee jaar maakte hij op 22 augustus 2015 zijn debuut in de onder-17, in de uitwedstrijd tegen zijn leeftijdsgenoten van MSV Duisburg. Na één seizoen en 20 wedstrijden werd hij doorgeschoven naar de onder-19, waar hij op 14 augustus 2016 zijn eerste minuten maakte in deze leeftijdscategorie, in de uitwedstrijd tegen Rot-Weiß Oberhausen.
In het seizoen 2017/18 werd Weiner met Schalke 04 kampioen van de regio West. De ploeg nam daardoor deel aan de kampioensronde, waarin de finale werd gehaald. Hierin werd met 1-3 verloren van Hertha BSC. Aan het einde van het seizoen kreeg hij geen contract aangeboden, waarna hij op 19-jarige leeftijd Schalke 04 verruilde voor Holstein Kiel. Bij Schalke speelde hij samen met onder anderen Ahmed Kutucu, Benjamin Goller, Florian Krüger en Nassim Boujellab.

### Holstein Kiel
In de zomer van 2018 ondertekende Weiner een contract tot medio 2021. In zijn eerste seizoen was hij de derde doelman achter Kenneth Kronholm en Dominik Reimann. Hij speelde zijn wedstrijden in het tweede elftal, waar hij Ole Werner als trainer had. Op 29 juli maakte hij in dat team zijn debuut in de uitwedstrijd tegen VfL Oldenburg. Op 15 maart werd hij door hoofdtrainer Tim Walter vanwege een blessure van eerste doelman Kronholm bij de selectie gehaald voor de wedstrijd tegen Erzgebirge Aue. Hij bleef in de met 5-1 gewonnen wedstrijd op de bank.
Na het vertrek van Kronholm werd de Griek Ioannis Gelios als vervanger aangetrokken. Weiner bleef in zijn tweede seizoen derde doelman en speelde zijn wedstrijden in het tweede elftal. Door de coronamaatregelen kwam hij tot ongeveer twintig wedstrijden, omdat de competitie voortijdig werd stilgelegd. Kort daarna raakte hij geblesseerd, waardoor hij niet meer in aanmerking kwam voor een plek als reserve bij het eerste elftal. In juli 2020 werd zijn contract opengebroken en verlengd tot 2023. Door de komst van Thomas Dähne bleef zijn perspectief op speelminuten beperkt. In onderling overleg werd besloten Weiner voor aanvang van het seizoen 2020/21 voor twee seizoenen te verhuren aan het in de 3. Liga uitkomende 1. FC Magdeburg.  Door een gebrek aan speeltijd bleef het bij één seizoen, waarna hij terugkeerde naar de Noord-Duitse club.
Bij zijn terugkeer veranderde er voor Weiner weinig, omdat hij nog steeds achter Thomas Dähne en Ioannis Gelios de derde doelman was. In het seizoen 2021/22 zat hij zes keer als wisselspeler bij de eerste selectie en speelde hij voornamelijk voor het tweede elftal in de Regionalliga Nord. Voor het seizoen 2022/23 leken zijn kansen te verbeteren doordat Gelios de club verliet. Als vervanger werd de 20-jarige Tim Schreiber voor twee seizoenen gehuurd van RB Leipzig. Hoewel Weiner de concurrentiestrijd verloor en opnieuw derde doelman werd, verlengde hij vlak voor de kerstdagen zijn contract tot 2024. Tijdens de 34e en laatste speelronde van het seizoen maakte hij zijn debuut in het eerste elftal. In de met 1-5 gewonnen uitwedstrijd tegen Hannover 96 stelde trainer Marcel Rapp hem als blijk van waardering op in de basis.
In het seizoen 2023/24 brak Weiner door bij Holstein Kiel. Dit gebeurde mede doordat Tim Schreiber naar 1. FC Saarbrücken vertrok. In de eerste drie competitiewedstrijden moest Weiner nog genoegen nemen met een plek op de reservebank achter Thomas Dähne. Na de met 2-4 verloren thuiswedstrijd tegen 1. FC Magdeburg besloot trainer Marcel Rapp van doelman te wisselen, waardoor Weiner in de uitwedstrijd tegen Schalke 04 zijn kans kreeg. Hij greep deze mogelijkheid en bleef de rest van het seizoen de vaste doelman. De club beloonde hem met een contractverlenging tot 2027. Mede dankzij zijn goede optreden ging Holstein Kiel als koploper de winterstop in. In het tweede deel van het seizoen bleef Weiner eerste keus onder de lat en sloot hij het seizoen af als doelman met de meeste clean sheets in de 2. Bundesliga. Hij hield in totaal veertien keer de nul.  Mede dankzij zijn prestaties eindigde Holstein Kiel als tweede en promoveerde de club voor het eerst in haar bestaan naar de Bundesliga.
Weiner kende met Holstein Kiel een moeizaam seizoen 2024/25. Op 24 augustus speelde hij tegen TSG 1899 Hoffenheim zijn eerste wedstrijd op het hoogste niveau. Het uitduel ging met 3-2 verloren, mede door drie doelpunten van Andrej Kramarić. Kiel ging als nummer 17 de winterstop in. Weiner kreeg in de eerste seizoenshelft 38 doelpunten tegen, waarvan 18 in de eerste helft van de wedstrijden; een negatief record in de geschiedenis van de Bundesliga. Na de winterstop bleef verbetering uit, waarna trainer Marcel Rapp besloot hem eind maart te wisselen voor Thomas Dähne. De rest van het seizoen fungeerde Weiner als reserve. De degradatie kon niet worden voorkomen, waardoor Holstein Kiel na één seizoen terugkeerde naar de 2. Bundesliga.

#### Verhuur aan 1. FC Magdeburg
In de zomer van 2020 werd Weiner voor twee seizoenen verhuurd aan 1. FC Magdeburg. In de voormalige Oost-Duitse stad verloor hij in zijn eerste seizoen de concurrentiestrijd van Morten Behrens en werd tweede doelman. Door een blessure kwam hij niet meer aan spelen toe, waardoor hij na één seizoen terugkeerde naar Holstein Kiel.

## Clubstatistieken
| Seizoen                      | Club                         | Competitie                   | Competitie                                                                           | Competitie                                                                           | Competitie                                                                           | Beker                                                                                | Beker                                                                                | Beker                                                                                | Beker                                                                                | Internationaal                                                                       | Internationaal                                                                       | Internationaal                                                                       | Internationaal                                                                       | Overig                                                                               | Overig                                                                               | Overig                                                                               | Overig                                                                               | Seizoenstotaal                                                                       | Seizoenstotaal                                                                       | Seizoenstotaal                                                                       | Seizoenstotaal |
| Seizoen                      | Club                         |                              | W                                                                                    | T                                                                                    | N                                                                                    |                                                                                      | W                                                                                    | T                                                                                    | N                                                                                    |                                                                                      | W                                                                                    | T                                                                                    | N                                                                                    |                                                                                      | W                                                                                    | T                                                                                    | N                                                                                    |                                                                                      | W                                                                                    | T                                                                                    | N              |
| ---------------------------- | ---------------------------- | ---------------------------- | ------------------------------------------------------------------------------------ | ------------------------------------------------------------------------------------ | ------------------------------------------------------------------------------------ | ------------------------------------------------------------------------------------ | ------------------------------------------------------------------------------------ | ------------------------------------------------------------------------------------ | ------------------------------------------------------------------------------------ | ------------------------------------------------------------------------------------ | ------------------------------------------------------------------------------------ | ------------------------------------------------------------------------------------ | ------------------------------------------------------------------------------------ | ------------------------------------------------------------------------------------ | ------------------------------------------------------------------------------------ | ------------------------------------------------------------------------------------ | ------------------------------------------------------------------------------------ | ------------------------------------------------------------------------------------ | ------------------------------------------------------------------------------------ | ------------------------------------------------------------------------------------ | -------------- |
| 002018/19                    | 0 Holstein Kiel II           | Regionalliga Nord            | 26                                                                                   | 38                                                                                   | 4                                                                                    | –                                                                                    | –                                                                                    | –                                                                                    | –                                                                                    | –                                                                                    | –                                                                                    | –                                                                                    | –                                                                                    | –                                                                                    | –                                                                                    | –                                                                                    | –                                                                                    | 2018/19                                                                              | 26                                                                                   | 38                                                                                   | 4              |
| 002019/20                    | 0 Holstein Kiel II           | Regionalliga Nord            | 20                                                                                   | 36                                                                                   | 6                                                                                    | –                                                                                    | –                                                                                    | –                                                                                    | –                                                                                    | –                                                                                    | –                                                                                    | –                                                                                    | –                                                                                    | –                                                                                    | –                                                                                    | –                                                                                    | –                                                                                    | 2019/20                                                                              | 20                                                                                   | 36                                                                                   | 6              |
| 002021/22                    | 0 Holstein Kiel II           | Regionalliga Nord            | 16                                                                                   | 16                                                                                   | 8                                                                                    | –                                                                                    | –                                                                                    | –                                                                                    | –                                                                                    | –                                                                                    | –                                                                                    | –                                                                                    | –                                                                                    | Playoffs                                                                             | 3                                                                                    | 4                                                                                    | 1                                                                                    | 2021/22                                                                              | 19                                                                                   | 20                                                                                   | 9              |
| 002022/23                    | 0 Holstein Kiel II           | Regionalliga Nord            | 8                                                                                    | 9                                                                                    | 3                                                                                    | –                                                                                    | –                                                                                    | –                                                                                    | –                                                                                    | –                                                                                    | –                                                                                    | –                                                                                    | –                                                                                    | 2. Bundesliga                                                                        | 1                                                                                    | 1                                                                                    | 0                                                                                    | 2022/23                                                                              | 9                                                                                    | 10                                                                                   | 3              |
| 002023/24                    | 0 Holstein Kiel              | 2. Bundesliga                | 30                                                                                   | 33                                                                                   | 14                                                                                   | DFB-Pokal                                                                            | 2                                                                                    | 3                                                                                    | 1                                                                                    | –                                                                                    | –                                                                                    | –                                                                                    | –                                                                                    | –                                                                                    | –                                                                                    | –                                                                                    | –                                                                                    | 2023/24                                                                              | 32                                                                                   | 36                                                                                   | 15             |
| 002024/25                    | 0 Holstein Kiel              | Bundesliga                   | 25                                                                                   | 61                                                                                   | 2                                                                                    | DFB-Pokal                                                                            | 2                                                                                    | 5                                                                                    | 0                                                                                    | –                                                                                    | –                                                                                    | –                                                                                    | –                                                                                    | –                                                                                    | –                                                                                    | –                                                                                    | –                                                                                    | 2024/25                                                                              | 27                                                                                   | 66                                                                                   | 2              |
| 0Carrière totaal             | 0Carrière totaal             | 0Carrière totaal             | 125                                                                                  | 193                                                                                  | 37                                                                                   |                                                                                      | 4                                                                                    | 8                                                                                    | 1                                                                                    |                                                                                      | 0                                                                                    | 0                                                                                    | 0                                                                                    |                                                                                      | 4                                                                                    | 5                                                                                    | 1                                                                                    |                                                                                      | 133                                                                                  | 206                                                                                  | 39             |
| 0Bijgewerkt tot 14 juni 2025 | 0Bijgewerkt tot 14 juni 2025 | 0Bijgewerkt tot 14 juni 2025 | 0W: gespeelde wedstrijden00T: tegendoelpunten00N: aantal wedstrijden de nul gehouden | 0W: gespeelde wedstrijden00T: tegendoelpunten00N: aantal wedstrijden de nul gehouden | 0W: gespeelde wedstrijden00T: tegendoelpunten00N: aantal wedstrijden de nul gehouden | 0W: gespeelde wedstrijden00T: tegendoelpunten00N: aantal wedstrijden de nul gehouden | 0W: gespeelde wedstrijden00T: tegendoelpunten00N: aantal wedstrijden de nul gehouden | 0W: gespeelde wedstrijden00T: tegendoelpunten00N: aantal wedstrijden de nul gehouden | 0W: gespeelde wedstrijden00T: tegendoelpunten00N: aantal wedstrijden de nul gehouden | 0W: gespeelde wedstrijden00T: tegendoelpunten00N: aantal wedstrijden de nul gehouden | 0W: gespeelde wedstrijden00T: tegendoelpunten00N: aantal wedstrijden de nul gehouden | 0W: gespeelde wedstrijden00T: tegendoelpunten00N: aantal wedstrijden de nul gehouden | 0W: gespeelde wedstrijden00T: tegendoelpunten00N: aantal wedstrijden de nul gehouden | 0W: gespeelde wedstrijden00T: tegendoelpunten00N: aantal wedstrijden de nul gehouden | 0W: gespeelde wedstrijden00T: tegendoelpunten00N: aantal wedstrijden de nul gehouden | 0W: gespeelde wedstrijden00T: tegendoelpunten00N: aantal wedstrijden de nul gehouden | 0W: gespeelde wedstrijden00T: tegendoelpunten00N: aantal wedstrijden de nul gehouden | 0W: gespeelde wedstrijden00T: tegendoelpunten00N: aantal wedstrijden de nul gehouden | 0W: gespeelde wedstrijden00T: tegendoelpunten00N: aantal wedstrijden de nul gehouden | 0W: gespeelde wedstrijden00T: tegendoelpunten00N: aantal wedstrijden de nul gehouden |                |

- In het seizoen 2020/21 kwam Weiner niet in actie in officiële wedstrijden.

## Interlandloopbaan
Weiner kwam uit voor verschillende Duitse nationale jeugdelftallen. Op 7 november 2013 debuteerde hij in Duitsland –15 in een wedstrijd tegen Zuid-Korea. Daarna speelde hij ook enkel oefenwedstrijden voor  Duitsland –16, Duitsland –17 en Duitsland –18. Zijn laatste jeugdinterland speelde hij op 16 oktober 2018 voor Duitsland –20 tegen Zwitserland. In totaal kwam hij tot zeven jeugdinterlands, die allemaal werden gewonnen. In deze wedstrijden speelde hij samen met onder anderen Nico Schlotterbeck, Jan-Niklas Beste, Florent Muslija en Manuel Wintzheimer.
| Jeugdinterlands van Timon Weiner voor Duitsland () | Jeugdinterlands van Timon Weiner voor Duitsland () | Jeugdinterlands van Timon Weiner voor Duitsland () | Jeugdinterlands van Timon Weiner voor Duitsland () | Jeugdinterlands van Timon Weiner voor Duitsland () | Jeugdinterlands van Timon Weiner voor Duitsland () |
| №                                                  | Datum                                              | Wedstrijd                                          | Uitslag                                            | Soort Wedstrijd                                    | Doelpunten                                         |
| Als speler bij Duitsland –15                       | Als speler bij Duitsland –15                       | Als speler bij Duitsland –15                       | Als speler bij Duitsland –15                       | Als speler bij Duitsland –15                       | Als speler bij Duitsland –15                       |
| -------------------------------------------------- | -------------------------------------------------- | -------------------------------------------------- | -------------------------------------------------- | -------------------------------------------------- | -------------------------------------------------- |
| 1.                                                 | 7 november 2013                                    | Duitsland – Zuid-Korea                             | 3 – 1                                              | Vriendschappelijk                                  |                                                    |
| Als speler bij Duitsland –16                       |                                                    |                                                    |                                                    |                                                    |                                                    |
| 1.                                                 | 14 september 2014                                  | Duitsland – België                                 | 4 – 1                                              | Vriendschappelijk                                  |                                                    |
| 2.                                                 | 5 oktober 2014                                     | Duitsland – Oostenrijk                             | 1 – 3                                              | Vriendschappelijk                                  |                                                    |
| Als speler bij Duitsland –17                       |                                                    |                                                    |                                                    |                                                    |                                                    |
| 1.                                                 | 24 oktober 2015                                    | België – Duitsland                                 | 0 – 2                                              | Vriendschappelijk                                  |                                                    |
| Als speler bij Duitsland –18                       |                                                    |                                                    |                                                    |                                                    |                                                    |
| 1.                                                 | 14 november 2016                                   | Nederland – Duitsland                              | 1 – 2                                              | Vriendschappelijk                                  |                                                    |
| 2.                                                 | 17 april 2017                                      | Duitsland – Oostenrijk                             | 3 – 0                                              | Vriendschappelijk                                  |                                                    |
| Als speler bij Duitsland –20                       |                                                    |                                                    |                                                    |                                                    |                                                    |
| 1.                                                 | 16 oktober 2018                                    | Duitsland – Zwitserland                            | 3 – 2                                              | Vriendschappelijk                                  |                                                    |
| Bijgewerkt tot 25 februari 2024                    |                                                    |                                                    |                                                    |                                                    |                                                    |